# Cassinae
Cassinae Latreille, 1825 è una sottofamiglia di molluschi gasteropodi della famiglia Cassidae.

## Tassonomia
La sottofamiglia comprende i seguenti generi:
- Cassis Scopoli, 1777
- Cypraecassis Stutchbury, 1837
- Dalium Dall, 1889
- Eucorys Beu, 2008
- Galeodea Link, 1807
- † Haydenia Gabb, 1864
- Microsconsia Beu, 2008
- Oocorys P. Fischer, 1883
- Sconsia Gray, 1847